# Љубиша Богосављевић
Љубиша Богосављевић је рођен у Београду 1960. године. Завршио је школу на Графичком одсеку Школе за дизајн у Новом Саду 1979. године. Богосављевић је дипломирао на Академији уметности Универзитета у Новом Саду 1983. године, а магистрирао 1998. године.
Активно се бави истраживањем у вези са визуелним и уметничким стваралаштвом од 1978. године.
Поред сликарства, бави се и другим визуелним медијима: дизајном, стриповима, цртежима, графиком, скулптурама, објектима, фотографијом, сценографијом, инсталацијама, муралима, проширеним медијима и уметничким образовањем.
Излагачка активност (приредио је 34 самосталне изложбе и учествовао на више од 200 групних изложби. Осим у Србији и бившој Југославији, излагао је у Француској, Аустрији, Немачкој, Словачкој, Норвешкој, Бугарској, Данској, САД, Белгији, Мађарској, Грчкој, Румунији, УАЕ, Холандији, Литванији, Пољској и Шпанији) укључује и бројне самосталне концептуалне уметничке пројекте (перформансе, видео радове, акције, хепенинге, мурале и инсталације), као и колективне мултимедијалне активности и изложбе, те друге радне активности у више уметничких колонија и окупљања.
Богосављевићева уметничка дела налазе се у бројним јавним и приватним колекцијама, фондацијама и институцијама.
Више пута је награђиван за свој уметнички допринос.
Љубиша Богосављевић је члан Матице српске, прве српске књижевне, културне и научне установе, али и других професионалних и уметничких удружења и група (IAA, СУЛУЈ, УЛУС, Led art, G 60).
Посетио је и боравио у бројним земљама Европе и Северне Америке.
Богосављевић живи и ради углавном у Београду.

## Галерија
- Смрат, 1995.
- Ове руке, 1991.
- Разиђи молим се, 1995.
- Мија слепи миш, 1984.
- Кордофон, 2003.